# Habitat intermédiaire
L'habitat intermédiaire ou semi-collectif est une forme urbaine intermédiaire entre la maison individuelle et l’immeuble collectif (appartements). Il se caractérise principalement par un groupement de logements superposés avec des caractéristiques proches de l’habitat individuel : accès individualisé aux logements et espaces extérieurs privatifs pour chaque logement.

## Histoire de l'habitat intermédiaire

### Un développement européen
D’un point de vue théorique, le concept d’habitat  intermédiaire  est  apparu  dès le début du XXe siècle.
Le Corbusier et Walter Gropius ont, après les concepts « paternalistes » de Fourier (phalanstère) et Ebezener Howard (garden cities), dès les années 1920, expérimenté des formes urbaines et architecturales nouvelles, intermédiaires, avec notamment la Cité Frugès et le Pavillon des Maîtres du Bauhaus.

### Un renouveau
Rennes Métropole et Grenoble se sont fixé des objectifs de développement de ce type d'habitat.
Le PLH (plan local de l'habitat) du Grand Lyon se donne pour objectif de produire 5 à 10 % des logements en habitat de forme intermédiaire.

## Description
Les objectifs de ce type d'opération d'habitat sont :
- limiter l’étalement urbain, soit en construisant plus dense dans de nouvelles zones à urbaniser, soit en renouvellement urbain
- favoriser  une  mixité  de  typologies  de logements ;
- répondre aux attentes  d’individualisation  des  habitants ;
- proposer une forme urbaine adaptée à la morphologie des villages ou quartiers et du paysage dans lesquels l'habitat s'insère ;
- offrir une qualité de vie.

Cet habitat s’inscrit dans des structures bâties aux volumes réduits qui rassemblent  en  moyenne  5  à  20  logements. La surface des logements est en général plus grande que celle d'appartements en collectifs. Les charges collectives sont par ailleurs plus réduites.

## Réalisations

### Dans l'ouest de la France
- Acigné (Ille-et-Vilaine) : dans la ZAC de la Timonière, l'opération d'habitat intermédiaire Plein Sud, réalisée en 2003 par Laurence Croslard (SECIB) compte 18 logements, pour une densité de 49 logements/ha[1] ;
- Betton[1] ;
- Le Rheu[1] ;
- Bouguenais (Loire-Atlantique)[1] ;
- Plérin-sur-Mer (Côtes-d'Armor) : 28 logements en habitat intermédiaire[1] ;
- Saint-Jacques-de-la-Lande (Ille-et-Vilaine) : 123 logements en habitat intermédiaire[1] ;
- La Chapelle-des-Fougeretz[1] ;
- Thorigné-Fouillard[1] ;
- Mordelles (Ille-et-Vilaine)[1] ;
- Chantepie (Ille-et-Vilaine)[1] ;

### Dans le nord de la France
- Dunkerque (Nord, Région Hauts-de-France), quartier durable du Grand Large. Les Maisons en bois sont aménagées en bande. Elles font partie de la première tranche du quartier (216 logements). Les garages à toit plat sont au Nord et font tampon entre la rue et un jardin.
- Vert-Saint-Denis (Seine-et-Marne, Région Île-de-France), 19 logements PLUS, Les Foyers de Seine et Marne, PO et PO arch., 2005[3].
- Oye-Plage (Pas-de-Calais, Région Hauts-de-France), 16 logements intermédiaires bio-sourcés, avec panneaux solaires et une part de toitures végétalisées[4].
- Margon (Eure-et-Loir, Région Centre), des logements intermédiaires de 2, 3, 4 pièces, sont regroupés par 3 ou 4 dans des volumes à l’échelle des maisons de bourg,  implantés parallèlement à la rue (opération de 2011 par l'agence BERMOND-PORCHON)[5].

### Dans le sud de la France
En 2008, ont été recensée comme opérations d'habitat intermédiaires : 
- - 21 en Franche-Comté,
  - 47 en Rhône-Alpes,
  - 13 en Bourgogne et
  - 4 en Auvergne.

Quelques exemples :
- Village   du   Touch, quartier   de   Saint-Martin-du-Touch, Toulouse  (Haute-Garonne) :  44  maisons  de  ville  PLA  et  4  logements intermédiaires  PLA. L'opération a été réalisée en 2004 par Laurent Gouwy, Agence GGR, pour Patrimoine SA Languedocienne[7].
- Toulouse, OPHLM, Résidence Les Chênes[3].
- Brive, 34 logts, OPHLM, L. Caradec et F. Risterucci arch., 2001-2003, densité 72 logts/ha[3].

### Dans l'est de la France
- Mandeure (Doubs)[7] ;
- Le Montcel, 26 logements aidés pra atelier d’architecture COOPERIM, 38 logements/ha (2011)[8] ;
- Hery-sur-Alby (Haute-Savoie), 13 logements locatifs aidés par Franck POTTIN - SELARL d’Architecture, 70 logements/ha[8] ;
- Tignes, 6 logements dont 4 pour séjour de sportifs, Ateliers d’architecture Corinne MAIRONI et associés, 45 lgt/ha[8] ;
- Le bois, 10 logements locatifs aidés, par Loup et Menigoz, architectes urbanistes, 56 lgt/ha[8] ;
- Sonnaz, 25 logements par l'atelier d'architecture Louis et Perino, 35 lgt/ha[8] ;
- Le Bourget du Lac, 44 logements dont 9 locatifs aidés par Patey Architectes, 35 lgt/ha[8] ;
- Bassens, 3 logements aidés, par l'atelier d'architecture Louis et Perino, 54 lgt/ha[8] ;
- Chambery, 85 logements locatifs aidés par Patey Architectes, 68 lgt/ha[8].
- Grenoble, Poisat, Valence, logements R+3 construits en 1975 par Maurice Blanc[9].
- Saint-Martin-d'Hères, résidence Ambroise Croizat, logements intermédiaires R+1.